# Старостенко Дмитро Валерійович
Дмитро Валерійович Старостенко (18 березня 1973, м. Мінськ, СРСР) — білоруський хокеїст, правий нападник.
Вихованець хокейної школи «Юність» (Мінськ). Виступав за: «Динамо» (Мінськ), ЦСКА (Москва), «Бінгемптон Рейнджерс» (АХЛ), «Шарлотт Чекерс» (ECHL), ХК «Тімро», «Динамо» (Москва).
У складі національної збірної Білорусі провів 43 матчі (8 голів, 5 передач); учасник чемпіонатів світу 2000, 2001 і 2003. У складі юніорської збірної СРСР учасник чемпіонату Європи 1991.
Досягнення
- Чемпіон Білорусі (1996, 1997, 2003, 2005); срібний (1995, 2007) і бронзовий (1993, 1994, 2004) призер
- володар Кубка Білорусі (2004-травень, 2004-серпень), фіналіст (2002, 2006)
- Чемпіон СЄХЛ (2000), срібний (2003, 2004) і бронзовий (1996, 1997) призер
- Найкращий хокеїст Білорусі (2001).